# Carrie Fisher/Filmografie
Die Filmografie Carrie Fishers nennt die Kino- und Fernsehfilme sowie Serien, in denen die Schauspielerin und Autorin Carrie Fisher mitgewirkt hat. Von 1969 bis 2016 spielte sie in etwa 90 Filmen und Serien mit, zuzüglich einiger Cameo-Auftritte.
Da Carrie Fisher meist Nebenrollen spielte, wurde sie in den deutschen Filmversionen von 23 verschiedenen Synchronsprecherinnen gesprochen. Am häufigsten lieh ihr Susanna Bonaséwicz ihre Stimme.

## Filmografie

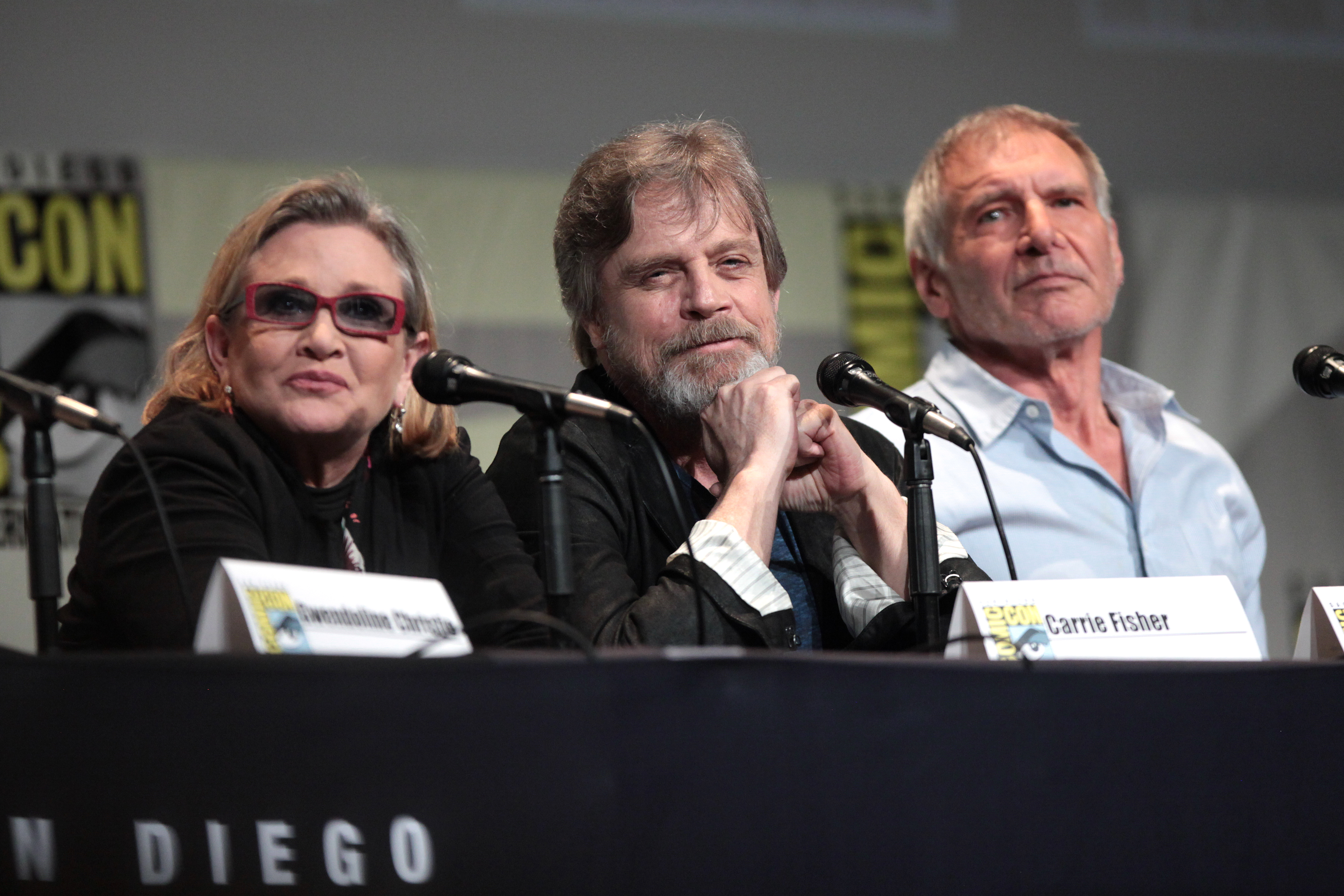
Carrie Fisher, Mark Hamill und Harrison Ford auf einem Panel der San Diego Comic Con 2015

In der folgenden Filmografie sind alle Filme Carrie Fishers in der Reihenfolge des Erscheinungsjahres tabellarisch aufgelistet. Die Spalten benennen im Einzelnen:
- Jahr: Jahr, in dem der Film erstmals erschienen ist
- Deutscher Titel: Deutscher Titel des Films, sofern vorhanden
- Originaltitel: Originaltitel des Films
- Rolle und Anmerkungen: Rolle, die Carrie Fisher in diesem Film verkörpert und zusätzliche Informationen
- Mitwirkende: Weitere Hauptdarsteller des Films
- Regie: Regisseur des Films
- Genre und Daten: Genre des Films und Länge in der Kinofassung
- Kino- / TV-Produktion: Ob es sich um eine Kino- oder TV-Produktion handelt

### Kino- und Fernsehfilme
| Inhaltsverzeichnis | 1960er | 1970er | 1980er | 1990er | 2000er | 2010er |

| Jahr | Deutscher Titel                                                | Originaltitel                               | Rolle Anmerkungen                                    | Mitwirkende                                                             | Regie                                     | Genre Daten                           | Kino- / TV-Produktion |
| ---- | -------------------------------------------------------------- | ------------------------------------------- | ---------------------------------------------------- | ----------------------------------------------------------------------- | ----------------------------------------- | ------------------------------------- | --------------------- |
|      |                                                                |                                             | 1960er                                               |                                                                         |                                           |                                       |                       |
| 1969 |                                                                | Debbie Reynolds and the Sound of Children   | Girl Scout                                           | Debbie Reynolds, Todd Fisher                                            | Marc Breaux                               | Musical 1 h                           | TV                    |
|      |                                                                |                                             | 1970er                                               |                                                                         |                                           |                                       |                       |
| 1975 |                                                                | Shampoo                                     | Lorna                                                | Warren Beatty, Julie Christie, Goldie Hawn                              | Hal Ashby                                 | Komödie, Drama 1 h 49 min             | Kino                  |
| 1977 | Krieg der Sterne                                               | Star Wars                                   | Leia Organa                                          | Mark Hamill, Harrison Ford                                              | George Lucas                              | Abenteuer, Space-Opera 2 h 1 min      | Kino                  |
| 1977 |                                                                | Come Back, Little Sheba                     | Marie                                                | Laurence Olivier, Joanne Woodward, Nicholas Campbell                    | Silvio Narizzano                          | Drama 2 h                             | TV                    |
| 1978 |                                                                | Ringo                                       | Marquite                                             | Ringo Starr                                                             | Jeff Margolis                             | Komödie 1 h                           | TV                    |
| 1978 |                                                                | Leave Yesterday Behind                      | Marnie Clarkson                                      | John Ritter                                                             | Richard Michaels                          | Drama, Romanze 1 h 40                 | TV                    |
| 1978 |                                                                | The Star Wars Holiday Special               | Leia Organa                                          | Mark Hamill, Harrison Ford                                              | Steve Binder                              | Abenteuer, Science-Fiction 2 h 1 min  | TV                    |
|      |                                                                |                                             | 1980er                                               |                                                                         |                                           |                                       |                       |
| 1980 | Das Imperium schlägt zurück                                    | The Empire Strikes Back                     | Leia Organa                                          | Mark Hamill, Harrison Ford                                              | Irvin Kershner                            | Abenteuer, Space-Opera 2 h 1 min      | Kino                  |
| 1980 |                                                                | Blues Brothers                              | Mystery Woman                                        | John Belushi, Dan Aykroyd                                               | John Landis                               | Komödie, Musik 2 h 13 min             | Kino                  |
| 1981 |                                                                | Under the Rainbow                           | Annie Clark                                          | Chevy Chase                                                             | Steve Rash                                | Komödie 1 h 38 min                    | Kino                  |
| 1983 | Die Rückkehr der Jedi-Ritter                                   | Return of the Jedi                          | Leia Organa                                          | Mark Hamill, Harrison Ford                                              | Richard Marquand                          | Abenteuer, Space-Opera 2 h 1 min      | Kino                  |
| 1984 |                                                                | Garbo Talks!                                | Lisa Rolfe                                           | Anne Bancroft, Ron Silver                                               | Sidney Lumet                              | Komödie, Drama 1 h 43 min             | Kino                  |
| 1984 | Seelenlos – Ein Mann spielt Gott                               | Frankenstein                                | Elizabeth                                            | Robert Powell, David Warner                                             | James Ormerod                             | Horror 1 h 13 min                     | TV                    |
| 1985 | Der Verrückte mit dem Geigenkasten                             | The Man with One Red Shoe                   | Paula                                                | Tom Hanks, Dabney Coleman, Lori Singer                                  | Stan Dragoti                              | Komödie, Thriller 1 h 32 min          | Kino                  |
| 1985 |                                                                | Happily Ever After                          | Alice Conway                                         | Carol Burnett, Danny DeVito                                             | Bill Meléndez, Steven Cuitlahuac Melendez | Animationsfilm, Familienfilm 1 h      | TV                    |
| 1985 |                                                                | From Here to Maternity                      | Veronica                                             | Lauren Hutton, Arleen Sorkin                                            | Tom Schiller                              | Komödie, Kurzfilm 40 min              | TV                    |
| 1986 | Hannah und ihre Schwestern                                     | Hannah and Her Sisters                      | April                                                | Mia Farrow, Barbara Hershey, Michael Caine                              | Woody Allen                               | Komödie, Drama 1 h 47 min             | Kino                  |
| 1986 |                                                                | Hollywood Vice Squad                        | Betty Melton                                         | Ronny Cox, Frank Gorshin                                                | Penelope Spheeris                         | Action, Komödie 1h 41 min             | Kino                  |
| 1986 |                                                                | Liberty                                     | Emma Lazarus                                         | Chris Sarandon, Frank Langella                                          | Richard C. Sarafian                       | Drama, Historienfilm 3 h              | TV                    |
| 1987 | Amazonen auf dem Mond oder Warum die Amis den Kanal voll haben | Amazon Women on the Moon                    | Mary Brown                                           | Paul Bartel, Mike Mazurki                                               | Joe Dante                                 | Episodenfilm, Komödie 1 h 25 min      | Kino                  |
| 1987 | Wächter der Zukunft                                            | The Time Guardian                           | Petra                                                | Tom Burlinson, Nikki Coghill                                            | Brian Hannant                             | Action, Science-Fiction 1 h 27        | Kino                  |
| 1988 | Rendezvous mit einer Leiche                                    | Appointment with Death                      | Nadine Boynton                                       | Peter Ustinov, Lauren Bacall                                            | Michael Winner                            | Krimi, Drama 1 h 48 min               | Kino                  |
| 1989 | Meine teuflischen Nachbarn                                     | The ‘Burbs                                  | Carol Peterson                                       | Tom Hanks, Bruce Dern                                                   | Joe Dante                                 | Komödie 1 h 41 min                    | Kino                  |
| 1989 | Loverboy – Liebe auf Bestellung                                | Loverboy                                    | Monica Delancy                                       | Patrick Dempsey, Kate Jackson                                           | Joan Micklin Silver                       | Komödie 1 h 38 min                    | Kino                  |
| 1989 |                                                                | Two Daddies?                                | Alice Conway                                         | Danny DeVito, Richard Masur                                             | Bill Melendez, Steven Cuitlahuac Melendez | Animationsfilm, Familienfilm 1 h      | TV                    |
| 1989 |                                                                | She’s Back                                  | Beatrice                                             | Robert Joy, Matthew Cowles                                              | Tim Kincaid                               | Komödie 1 h 29 min                    | Kino                  |
| 1989 | Harry und Sally                                                | When Harry Met Sally...                     | Marie                                                | Billy Crystal, Meg Ryan                                                 | Rob Reiner                                | Komödie, Drama, Liebesfilm 1 h 35 min | Kino                  |
|      |                                                                |                                             | 1990er                                               |                                                                         |                                           |                                       |                       |
| 1990 |                                                                | Sweet Revenge                               | Linda                                                | Rosanna Arquette, John Sessions                                         | Charlotte Brändström                      | Komödie 1 h 31 min                    | TV                    |
| 1990 |                                                                | Sibling Rivalry                             | Iris Turner-Hunter                                   | Kirstie Alley, Bill Pullman                                             | Carl Reiner                               | Komödie 1 h 27 min                    | Kino                  |
| 1991 | Mein böser Freund Fred                                         | Drop Dead Fred                              | Janine                                               | Phoebe Cates, Rik Mayall                                                | Ate de Jong                               | Komödie, Drama 1 h 43 min             | Kino                  |
| 1991 | Lieblingsfeinde – Eine Seifenoper                              | Soapdish                                    | Betsy Faye Sharon                                    | Cathy Moriarty, Teri Hatcher, Robert Downey Jr.                         | Michael Hoffman                           | Komödie, Liebesfilm 1 h 37 min        | Kino                  |
| 1991 |                                                                | Hook                                        | Woman Kissing on Bridgeuncredited                    | Dustin Hoffman, Robin Williams                                          | Steven Spielberg                          | Abenteuer, Komödie 2 h 22 min         | Kino                  |
| 1992 |                                                                | This Is My Life                             | Claudia Curtis                                       | Julie Kavner, Samantha Mathis                                           | Nora Ephron                               | Drama 1 h 45 min                      | Kino                  |
| 1995 |                                                                | Present Tense, Past Perfect                 |                                                      | Anne Archer, Laura Cayouette                                            | Richard Dreyfuss                          | Kurzfilm 30 min                       | TV                    |
| 1997 | Austin Powers – Das Schärfste, was Ihre Majestät zu bieten hat | Austin Powers: International Man of Mystery | Therapist uncredited                                 | Mike Myers, Elizabeth Hurley                                            | Jay Roach                                 | Komödie 1 h 34 min                    | Kino                  |
|      |                                                                |                                             | 2000er                                               |                                                                         |                                           |                                       |                       |
| 2000 |                                                                | Scream 3                                    | Bianca                                               | Neve Campbell, Courteney Cox                                            | Wes Craven                                | Horror, Komödie 1 h 56 min            | Kino                  |
| 2000 |                                                                | Lisa Picard Is Famous                       | Sie selbst Cameo-Auftritt                            | Laura Kirk, Nat DeWolf                                                  | Griffin Dunne                             | Komödie, Drama 1 h 30 min             | Kino                  |
| 2001 |                                                                | These Old Broads                            | Hooker Carrie Fisher schrieb das Drehbuch            | Shirley MacLaine, Debbie Reynolds                                       | Matthew Diamond                           | Komödie 1 h 29 min                    | Kino                  |
| 2001 | Heartbreakers – Achtung: Scharfe Kurven!                       | Heartbreakers                               | Ms. Surpin                                           | Sigourney Weaver, Jennifer Love Hewitt                                  | David Mirkin                              | Komödie 2 h 3 min                     | Kino                  |
| 2001 | Jay und Silent Bob schlagen zurück                             | Jay and Silent Bob Strike Back              | Nun                                                  | Jason Mewes, Kevin Smith, Ben Affleck                                   | Kevin Smith                               | Komödie 1 h 44 min                    | Kino                  |
| 2002 |                                                                | A Midsummer Night’s Rave                    | Mia’s Mom                                            | Andrew Keegan, Chad Lindberg                                            | Gil Cates Jr.                             | Drama 1 h 25 min                      | Kino                  |
| 2003 | 3 Engel für Charlie – Volle Power                              | Charlie’s Angels: Full Throttle             | Mother Superior                                      | Cameron Diaz, Drew Barrymore, Lucy Liu                                  | McG                                       | Action, Komödie 1 h 46 min            | Kino                  |
| 2003 |                                                                | Wonderland                                  | Sally Hansen                                         | Kate Bosworth, Val Kilmer                                               | James Cox                                 | Krimi, Drama 1 h 44 min               | Kino                  |
| 2004 |                                                                | Stateside                                   | Mrs. Dubois                                          | Rachael Leigh Cook, Jonathan Tucker                                     | Reverge Anselmo                           | Drama 1 h 37 min                      | Kino                  |
| 2004 |                                                                | The Rutles 2: Can’t Buy Me Lunch            | Interviewee                                          | Eric Idle, Jimmy Fallon                                                 | Eric Idle                                 | Komödie 1 h 24 min                    | Kino                  |
| 2005 |                                                                | Undiscovered                                | Carrie                                               | Pell James, Steven Strait                                               | Meiert Avis                               | Komödie 1 h 37 min                    | Kino                  |
| 2005 |                                                                | Romancing the Bride                         | Edwina                                               | Matt Cedeño, Jen Drohan                                                 | Kris Isacsson                             | Komödie, Liebesfilm 2 h               | Kino                  |
| 2007 |                                                                | Suffering Man’s Charity                     | Reporter                                             | Alan Cumming, Alison Guh                                                | Alan Cumming                              | Komödie, Horror 1 h 33 min            | Kino                  |
| 2007 |                                                                | Cougar Club                                 | Glady Goodbey                                        | Jason Furman, Warren Kole                                               | Christopher Duddy                         | Komödie 1 h 37 min                    | Kino                  |
| 2008 | The Women – Von großen und kleinen Affären                     | The Women                                   | Bailey Smith                                         | Meg Ryan, Annette Bening, Eva Mendes                                    | Diane English                             | Komödie, Drama 1 h 54 min             | Kino                  |
| 2009 |                                                                | White Lightnin’                             | Cilla                                                | Edward Hogg, Muse Watson                                                | Dominic Murphy                            | Drama 1 h 32 min                      | Kino                  |
| 2009 |                                                                | Fanboys                                     | Doctor                                               | Sam Huntington, Chris Marquette                                         | Kyle Newman                               | Abenteuer, Komödie 1 h 30 min         | Kino                  |
| 2009 | Schön bis in den Tod                                           | Sorority Row                                | Mrs. Crenshaw                                        | Teri Andrez, Adam Barrie                                                | Stewart Hendler                           | Horror, Mystery 1 h 41 min            | Kino                  |
|      |                                                                |                                             | 2010er                                               |                                                                         |                                           |                                       |                       |
| 2010 |                                                                | Wright vs. Wrong                            | Joan Harrington                                      | Melissa Rauch, Debra Messing                                            | Andy Fickman                              | Komödie                               | TV                    |
| 2010 |                                                                | It’s Christmas, Carol!                      | Eve                                                  | Emmanuelle Vaugier, Olivia Cheng                                        | Michael Scott                             | Komödie 1 h 27 min                    | TV                    |
| 2014 |                                                                | Maps to the Stars                           | Sie selbst Cameo-Auftritt                            | Julianne Moore, Mia Wasikowska, John Cusack                             | David Cronenberg                          | Drama, Komödie 1 h 51 min             | Kino                  |
| 2015 | Star Wars: Das Erwachen der Macht                              | Star Wars: Episode VII – The Force Awakens  | Leia Organa                                          | Daisy Ridley, John Boyega, Oscar Isaac, Adam Driver, Harrison Ford      | J. J. Abrams                              | Abenteuer, Space-Opera 2 h 16 min     | Kino                  |
| 2017 | Star Wars: Die letzten Jedi                                    | Star Wars: Episode VIII – The Last Jedi     | Leia Organa                                          | Daisy Ridley, John Boyega, Oscar Isaac, Adam Driver, Mark Hamill        | Rian Johnson                              | Abenteuer, Space-Opera 2 h 32 min     | Kino                  |
| 2019 | Star Wars: Der Aufstieg Skywalkers                             | Star Wars: The Rise of Skywalker            | Leia Organa (Posthum durch unveröffentlichte Szenen) | Daisy Ridley, John Boyega, Oscar Isaac, Adam Driver, Billy Dee Williams | J.J. Abrams                               | Abenteuer, Space-Opera                | Kino                  |
| 2023 | Wonderwell                                                     | Wonderwell                                  | Hazel                                                | Rita Ora, Kira Milward, Nell Tiger Free, Sebastian Croft                | Vlad Marsavin                             | Fantasy 1 h 36 min                    | Kino                  |

### Serien
| Inhaltsverzeichnis | 1970er | 1980er | 1990er | 2000er | 2010er |

| Jahr        | Deutscher Titel                     | Originaltitel                    | Rolle Anmerkungen         | Episode(n)                                        | Mitwirkende                           |
| ----------- | ----------------------------------- | -------------------------------- | ------------------------- | ------------------------------------------------- | ------------------------------------- |
|             |                                     |                                  | 1970er                    |                                                   |                                       |
| 1978        |                                     | Saturday Night Live              | Host                      | Staffel 4, Episode 6                              | The Blues Brothers, Bill Murray       |
|             |                                     |                                  | 1980er                    |                                                   |                                       |
| 1982        |                                     | Laverne & Shirley                | Cathy                     | Staffel 8, Episode 5 – The Playboy Show           | Penny Marshall, Hugh Hefner           |
| 1984        |                                     | Faerie Tale Theatre              | Thumbelina                | Staffel 3, Episode 4 – Thumbelina                 | William Katt, Burgess Meredith        |
| 1986        |                                     | The Magical World of Disney      | Franny Jessup             | Staffel 31, Episode 9 – Sunday Drive              | Tony Randall, Audra Lindley           |
| 1987        | Unglaubliche Geschichten            | Amazing Stories                  | Laurie McNamara           | Staffel 2, Episode 17 – Gershwin’s Trunk          | Bob Balaban, Lainie Kazan             |
| 1989        |                                     | Trying Times                     | Enid                      | Staffel 2, Episode 1 – Hunger Chic                | Griffin Dunne, Danitra Vance          |
|             |                                     |                                  | 1990er                    |                                                   |                                       |
| 1995        |                                     | Ellen                            | Sie selbst Cameo-Auftritt | Staffel 3, Episode 9 – The Movie Show             | Ellen DeGeneres, Joely Fisher         |
| 1995        |                                     | Frasier                          | Phyllis                   | Staffel 3, Episode 1 – She’s the Boss             | Kelsey Grammer, Jane Leeves           |
| 1997        |                                     | Gun                              | Nancy                     | Staffel 1, Episode 5 – The Hole                   | Rutanya Alda, Drake Bell              |
| 1998        |                                     | Dr. Katz, Professional Therapist | Roz Katz                  | Staffel 5, Episode 18 – Thanksgiving              | Jonathan Katz, H. Jon Benjamin        |
| 1999        |                                     | It’s Like, You Know...           | Sie selbst Cameo-Auftritt | Staffel 2, Episode 5 – Arthur 2: On the Rocks     | Steven Eckholdt, Chris Eigeman        |
|             |                                     |                                  | 2000er                    |                                                   |                                       |
| 2000        |                                     | Sex and the City                 | Sie selbst Cameo-Auftritt | Staffel 3, Episode 14 – Sex and Another City      | Sarah Jessica Parker, Kim Cattrall    |
| 2002        |                                     | A Nero Wolfe Mystery             | Ellen Tenzer              | Staffel 2, Episode 6 / 7 – Motherhunt: Part 1 / 2 | Timothy Hutton, Maury Chaykin         |
| 2003        |                                     | Good Morning, Miami              | Judy Silver               | Staffel 2, Episode 7 – A Kiss Before Lying        | John Aylward, Jillian Barberie        |
| 2004        |                                     | Jack & Bobby                     | Madison Skutcher          | Staffel 1, Episode 5 – The First Lady             | Christine Lahti, Matt Long            |
| 2005 – 2017 |                                     | Family Guy                       | Angela                    | 25 Episoden                                       | Seth MacFarlane                       |
| 2005        |                                     | Smallville                       | Pauline Kahn              | Staffel 5, Episode 5 – Thirst                     | Tom Welling, Kristin Kreuk            |
| 2007        |                                     | Odd Job Jack                     | Dr. Finch                 | Staffel 4, Episode 6 – The Beauty Beast           | Heather Bambrick, Jeremy Diamond      |
| 2007        | Weeds – Kleine Deals unter Nachbarn | Weeds                            | Arlene Cutter             | Staffel 3, Episode 3 – The Brick Dance            | Mary-Louise Parker, Elizabeth Perkins |
| 2007        |                                     | Side Order of Life               | Dr. Gilbert               | Staffel 1, Episode 13 – Funeral for a Phone       | Marisa Coughlan, Diana-Maria Riva     |
| 2007        |                                     | 30 Rock                          | Rosemary Howard           | Staffel 2, Episode 4 – Rosemary’s Baby            | Tina Fey, Tracy Morgan                |
|             |                                     |                                  | 2010er                    |                                                   |                                       |
| 2010        |                                     | Entourage                        | Anna Fowler               | Staffel 7, Episode 7 – Tequila and Coke           | Kevin Connolly, Adrian Grenier        |
| 2014        |                                     | The Big Bang Theory              | Sie selbst Cameo-Auftritt | Staffel 7, Episode 14 – The Convention Conundrum  | Jim Parsons, James Earl Jones         |
| 2014        |                                     | Legit                            | Angela McKinnon           | Staffel 2, Episode 9 – Licked                     | Jim Jefferies, Dan Bakkedahl          |
| 2015 – 2019 |                                     | Catastrophe                      | Mia Norris                | 6 Episoden                                        | Sharon Horgan, Rob Delaney            |

## Auszeichnungen
| Jahr | Auszeichnung      | Kategorie                           | Arbeit                                                                    | Resultat  |
| ---- | ----------------- | ----------------------------------- | ------------------------------------------------------------------------- | --------- |
| 1977 | Saturn Award      | Beste Hauptdarstellerin             | Krieg der Sterne (Star Wars: Episode IV – A New Hope)                     | Nominiert |
| 1983 | Saturn Award      | Beste Hauptdarstellerin             | Die Rückkehr der Jedi-Ritter (Star Wars: Episode VI – Return of the Jedi) | Nominiert |
| 1990 | Saturn Award      | The President’s Memorial Award      |                                                                           | Gewonnen  |
| 1991 | BAFTA Award       | Bestes adaptiertes Drehbuch         | Grüße aus Hollywood (Postcards From The Edge)                             | Nominiert |
| 2008 | Emmy              | Gastdarsteller in einer Comedyserie | 30 Rock                                                                   | Nominiert |
| 2010 | Grammy Award      | Bestes gesprochenes Album           | Wishful Drinking                                                          | Nominiert |
| 2011 | Emmy              | Bestes Unterhaltungsspezial         | Wishful Drinking                                                          | Nominiert |
| 2016 | Saturn Award      | Beste Nebendarstellerin             | Star Wars: Das Erwachen der Macht (Star Wars: The Force Awakens)          | Nominiert |
| 2017 | Hugo Award        | Best Related Work                   | Das Tagebuch der Prinzessin Leia (The Princess Diarist)                   | Nominiert |
| 2017 | Emmy              | Gastdarsteller in einer Comedyserie | Catastrophe                                                               | Nominiert |
| 2018 | Grammy Award      | Bestes gesprochenes Album           | Das Tagebuch der Prinzessin Leia (The Princess Diarist)                   | Gewonnen  |
| 2018 | Saturn Award      | Beste Nebendarstellerin             | Star Wars: Die letzten Jedi (Star Wars: The Last Jedi)                    | Nominiert |
| 2018 | Teen Choice Award | Choice Fantasy Actress              | Star Wars: Die letzten Jedi (Star Wars: The Last Jedi)                    | Gewonnen  |